# 6124 Mecklenburg
A 6124 Mecklenburg (ideiglenes jelöléssel 1987 SL10) egy kisbolygó a Naprendszerben. Freimut Börngen fedezte fel 1987. szeptember 29-én.